# Большое Скрылево
В Ярославской области есть ещё две деревени с названием Скрылево, непосредственно вблизи этой деревни стоит деревня Малое Скрылево, деревня Скрылево есть в Тутаевском районе.
Большое Скрылево — деревня в Большесельском сельском поселении Большесельского района Ярославской области. Деревня указана на плане Генерального межевания Рыбинского уезда 1792 года.

## Население
По данным статистического сборника «Сельские населенные пункты Ярославской области на 1 января 2007 года», в деревне Большое Скрылево не числится постоянных жителей.

## География
Деревня находится в центре района на восток от районного центра Большое Село. Она стоит непосредственно на северо-западной стороне автомобильной дороги, следующей от Большого Села через станцию Лом к федеральной трассе Р151 Ярославль—Рыбинск на участке Тутаев — Рыбинск. Деревня Малое Скрылево расположена с противоположной стороны дороги на удалении от неё около 500 м. Обе деревни стоят на окружённом лесами поле, на котором находится ещё одна деревня Гаврильцево, расположенная в 500 м к юго-востоку от Малого Скрылево и, соответственно в 1 км от дороги. Деревни стоят на возвышенности, с северо-востока от которой в низине протекает река Протасовка, левый приток Черёмухи.